# Збитова
Збитова (пол. Zbytowa, нім. Vielguth) — село в Польщі, у гміні Берутув Олесницького повіту Нижньосілезького воєводства.
Населення — 807 осіб (2011).
У 1975-1998 роках село належало до Вроцлавського воєводства.

## Демографія
Демографічна структура станом на 31 березня 2011 року:
|          | Загалом | Допрацездатний вік | Працездатний вік | Постпрацездатний вік |
| -------- | ------- | ------------------ | ---------------- | -------------------- |
| Чоловіки | 419     | 88                 | 305              | 26                   |
| Жінки    | 388     | 85                 | 238              | 65                   |
| Разом    | 807     | 173                | 543              | 91                   |